# El jardí de l'alegria
El jardí de l'alegria (títol original: Saving Grace) és una pel·lícula britànica de comèdia dirigida per Nigel Cole i estrenada el 2000. Ha estat doblada al català.

## Argument
Després de la mort inesperada del seu marit, Grace Trevethyn (Brenda Blethyn) ha de fer front a nombrosos deutes dissimulats i embargaments immobiliaris del seu difunt marit. Molt apreciada al voltant del port de pesca on viu, Port Isaac, Grace rep un suport de part dels habitants de la ciutat, sobretot de Nicky (Valerie Edmond), dona pescador i amiga de Matthew Stewart (Craig Ferguson) fidel amic de Grace, consumidor de cànnabis. També li dona suport el Dr Martin Bamford (Martin Clunes). Malgrat la seva voluntat d'ajudar Grace, cap dels habitants no troba una solució a la seva trista situació.
Finalment, la condició financera de Grace no li permet més pagar Matthew, però el jardiner insisteix fermament sobre el fet que continuarà ocupant-se de la seva propietat. No obstant això li demana a canvi d'ocupar-se d'algunes de les seves plantacions que fan de mal conrear, i ja que Grace té rellevants dons reconeguts pel poble en el domini de l'horticultura.
Un vespre, examinant les plantes, Grace queda sorpresa en descobrir plantes de marihuana. Malgrat la seva primera impressió de disgust cap a les activitats de Matthew, decideix de portar una planta a casa seva, incapaç de deixar una planta malalta sense cura. En 24 hores, no només ha estat capaç de curar la planta sinó de fer-li créixer gemmes, amb gran sorpresa de Matthew.

## Repartiment
- Brenda Blethyn: Grace Trevethyn
- Craig Ferguson: Matthew Stewart
- Martin Clunes: Dr. Martin Bamford
- Valerie Edmond: Nicky
- Tchéky Karyo: Jacques Cavaller
- Jamie Foreman: China MacFarlane
- Bill Bailey: Vince
- Diana Quick: Honey Chambers
- Tristan Sturrock: Harvey
- Phyllida Law: Margaret Sutton
- Linda Kerr Scott: Diana Skinner
- Leslie Phillips: Reverend Gerald Percy
- Paul Brooke: Charlie
- Ken Campbell: Sergent Alfred Mabely
- Clive Merrison: Quentin Rhodes

## Premis i nominacions

### Premis
- Millor esperança (Festival de cinema de Múnic 2000) - Mark Crowdy
- Tria del públic (Festival internacional de cinema noruec 2000) - Nigel Cole
- Tria del públic (Festival de Cinema de Sundance) - Nigel Cole

### Nominacions
- ALFS Award: Millor actriu britànica - Brenda Blethyn
- Premi BAFTA: BAFTA al millor director, guionista o productor britànic novell - Mark Crowdy
- Premis British Independent Film
  - Millor film independent britànic
  - Millor director - Nigel Cole
  - Millor guió - Craig Ferguson, Mark Crowdy
  - Millor actriu - Brenda Blethyn
- Premi Empire: Millor actriu britànica - Brenda Blethyn
- Premis Globus d'Or: Globus d'Or a la millor actriu musical o còmica - Brenda Blethyn
- Premis Satellite: Millor actriu a un film musical o una comèdia - Brenda Blethyn

## Crítica
"Divertida (...) preciosa petitesa (...) Blethyn torna a deslligar la seva sorprenent capacitat per representar, amb malbarataments de malícia, el candor, la innocència i la distracció."